# Meridionalismo

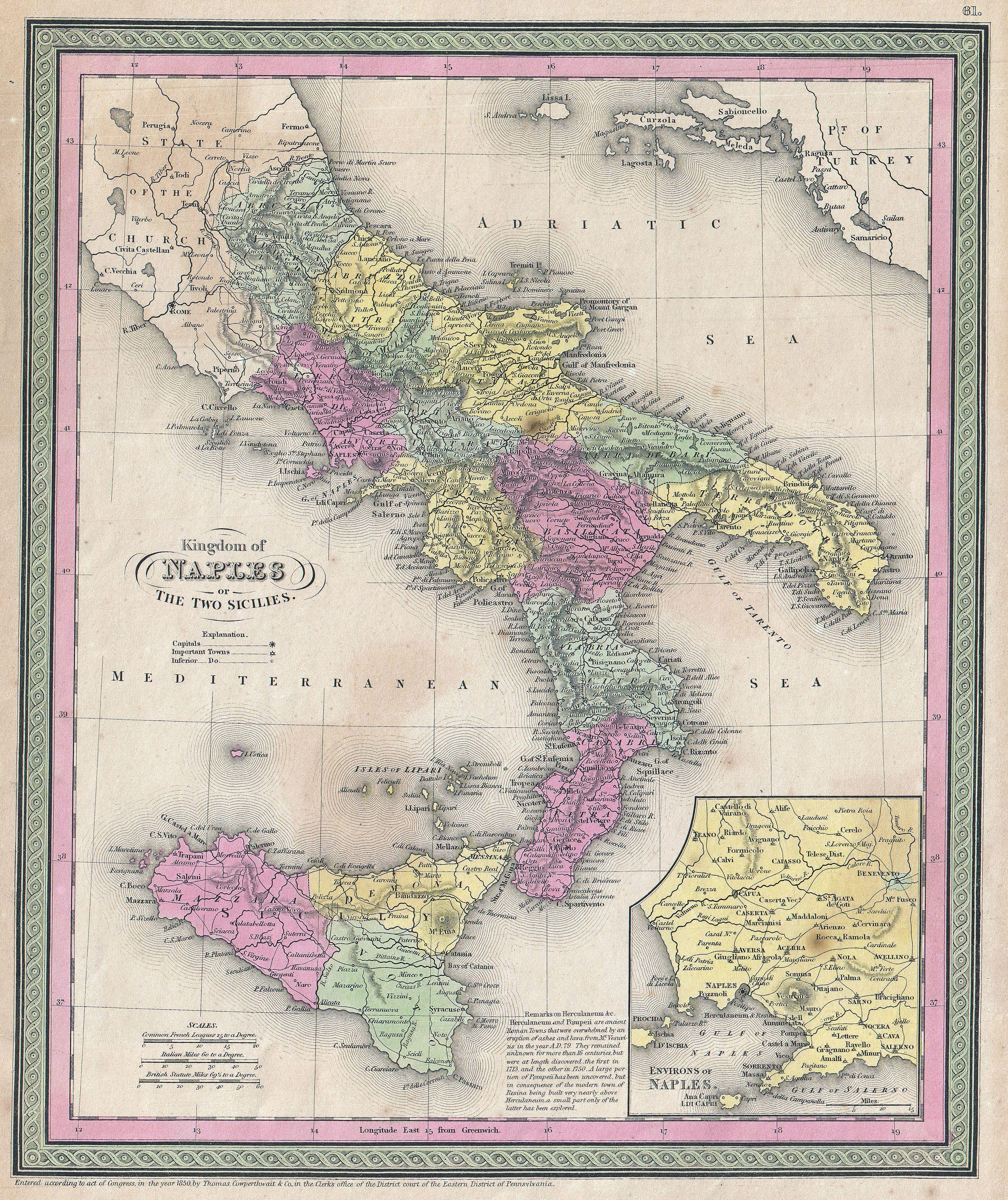
Mappa del Regno delle Due Sicilie, realizzata nel 1853.

Il Meridionalismo è il complesso degli studi, sviluppatisi nel corso del XX secolo, riguardanti le problematiche del periodo postunitario connesse all'integrazione del Mezzogiorno d'Italia nel contesto politico, economico e culturale, originatosi nel nuovo Stato unitario. Esso si è concretizzato in un'attività di ricerca e di analisi storica ed economica, ma, anche, di proposta politica.
Il termine è anche utilizzato per riferirsi a scrittori che si sono occupati del meridionalismo. Tali scrittori sono chiamati "meridionalisti".

## Impostazione metodologica
Grazie all'apporto di studiosi e politici, quali Giustino Fortunato, Sidney Sonnino, Leopoldo Franchetti, Antonio Gramsci, Francesco Saverio Nitti e Gaetano Salvemini, si è sviluppata un'ampia ed eterogenea letteratura, ancora dotata di una notevole vitalità, concernente il Meridionalismo.
L'analisi si è spesso orientata allo studio delle condizioni del Mezzogiorno prima dell'annessione al nascente Regno d'Italia. Tali condizioni erano percepite generalmente come retrograde e, secondo Richard Drake «i meridionalisti erano scrittori accomunati dall'interesse a riformare le condizioni retrograde del meridione d'Italia. Le origini del movimento risalgono alla metà del XVIII secolo». Pertanto, lo stato di arretratezza delle Due Sicilie sarebbe stato preesistente alla perdita dell'indipendenza e la mancata integrazione del Meridione nella struttura economica del nuovo stato sarebbe dovuta anche a fattori di carattere sociale. A grandi linee, sono ascrivibili a questo tipo di approccio molti rappresentanti del meridionalismo di ispirazione liberale e positivista (come Pasquale Villari, Giustino Fortunato, Leopoldo Franchetti e Sidney Sonnino), di quello di matrice liberal-socialista (come Gaetano Salvemini) e marxista (fra cui Antonio Gramsci ed Emilio Sereni) e di quello cattolico (come Luigi Sturzo).
Ognuno di essi, però, propose peculiari interpretazioni e sviluppò diverse rappresentazioni di origini e cause delle problematiche del Mezzogiorno e ciò, in particolare, nel descrivere il mancato sviluppo economico del Sud a dispetto di quello avutosi nell'Italia centro-settentrionale.
Una posizione a sé stante fu quella assunta da Francesco Saverio Nitti (e da alcuni scrittori napoletani, fra cui Ferdinando Russo), che, pur denunciando il basso profilo culturale della classe dirigente del Meridione preunitario, mise ripetutamente in evidenza i progressi economici che il Mezzogiorno borbonico aveva sperimentato prima di entrare a far parte del nascente Regno d'Italia.
Opinione diffusa tra la grande maggioranza dei meridionalisti e condivisa anche da una parte rilevante degli storici, economisti e intellettuali contemporanei è che l'inadeguatezza (o, per alcuni, il completo fallimento) della politica governativa della nuova Italia e delle sue classi dirigenti nei confronti del Mezzogiorno, abbia in vario modo impedito, compromesso o rallentato uno sviluppo organico del Meridione sotto il profilo sia economico, sia sociale. Generalmente condivisa dai meridionalisti e da molti storici ed economisti è anche l'opinione secondo la quale la politica dello Stato italiano nel Sud del paese sia stata sempre fortemente condizionata dalle istanze di una serie di gruppi d'interesse (fra cui quelli dei proprietari terrieri, della finanza nazionale e internazionale e della grande industria settentrionale) e dalle varie forme di consociativismo fra i centri del potere nazionale e le oligarchie locali, che spesso hanno assunto chiare connotazioni di illegalità
Non infrequenti sono stati gli accesi dibattiti, le incomprensioni, le critiche, spesso aspre, fra meridionalisti. Gramsci arrivò a vedere, in Giustino Fortunato e Benedetto Croce le più grandi figure della reazione italiana nel Meridione e definendole come «...le chiavi di volta del sistema meridionale...».

## Meridionalisti

### I precursori
- Antonio Genovesi, filosofo ed economista, massimo rappresentante dell'illuminismo napoletano, ebbe una notevole influenza sul meridionalismo moderno[10]. Negli ultimi anni del regno di Carlo di Borbone, sovrano che egli stimava[11], lasciò gli studi filosofici per dedicarsi a quelli economici e dare il proprio contributo all'opera riformatrice di Bernardo Tanucci. Per Genovesi, due erano i principali problemi irrisolti del Mezzogiorno del suo tempo: un'istruzione inadeguata e un'agricoltura arretrata. L'istruzione era insoddisfacente sia perché spesso non impartita in lingua italiana, ma nei vari dialetti locali, sia perché caratterizzata dalla scarsa formazione civica degli insegnanti che «...pongono poca cura a studiar l'urbanità...e la loro lingua è più frequentemente un gergo corrotto de' vari dialetti del nostro Regno che la bella e nobile della pulitissima Italia.»[12]. Per quanto riguarda l'agricoltura il Genovesi ne metteva in evidenza la «rozzezza e debolezza», e ad essa imputava lo spopolamento e le carestie cui era soggetto, all'epoca, il Regno di Napoli[13].
- Carlo Afan de Rivera, illuminato altissimo funzionario dell'amministrazione borbonica, con le sue "Considerazioni su i mezzi da restituire il valore proprio ai doni che la natura ha largamente conceduto al Regno delle Due Sicilie", descrive la situazione dell'agricoltura nel Sud preunitario e il grande ritardo economico di partenza con cui il Mezzogiorno d'Italia si trovava nel momento dell'unificazione[14].

### Dall'Unità d'Italia alla seconda guerra mondiale

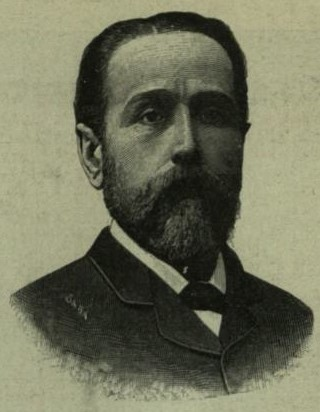
Giustino Fortunato

- Giustino Fortunato deputato, poi senatore del Regno d'Italia fu, con Pasquale Villari, il primo fra i grandi meridionalisti propriamente detti. Lucano di origine e convinto sostenitore dello stato unitario, non mancò di evidenziare come l'Unità d'Italia fosse stata la rovina economica del Mezzogiorno: «...L'unità d'Italia è stata e sarà - ne ho fede invitta - la nostra redenzione morale. Ma è stata, purtroppo, la nostra rovina economica. Noi eravamo, il 1860, in floridissime condizioni per un risveglio economico, sano e profittevole. L'unità ci ha perduti. E come se questo non bastasse, è provato, contrariamente all'opinione di tutti, che lo Stato italiano profonde i suoi benefici finanziari nelle province settentrionali in misura ben maggiore che nelle meridionali.[15] In altre occasioni l'intellettuale e uomo politico lucano si espresse tuttavia in termini ben diversi: «...io credo che il problema sociale delle Isole come in tutto il Mezzogiorno è "il problema della miseria"...sono regioni in grandissima parte non così naturalmente fertili, come si immagina, per condizioni difficilissime di clima e suolo, né suscettibili di altra produzione al di fuori di quella agricola...»[16] tanto che Gaetano Salvemini poté affermare che Fortunato era «[...] assai pessimista sulla capacità dei meridionali di sollevarsi con le loro forze dal baratro cui erano stati messi dalla natura nemica e dalle sventure della loro storia [...] e aspettava dal Nord la salvezza»[17]. Con Fortunato nasce anche la nozione di "dualismo territoriale", ovvero di un dualismo Nord-Sud iscritto «oltre che nella storia, nella geografia del Paese»[18]. Secondo lo storico e uomo politico lucano, infatti, le peculiarità geografiche della penisola si tradurrebbero in un ambiente fisico eterogeneo che, avente quale confine naturale il Tevere, spacca in due aree ben distinte la penisola. Tali differenti caratteristiche avrebbero influenzato e contraddistinto anche l'evoluzione storica di queste due porzioni d'Italia, tanto da spingere il Fortunato a domandarsi: «Perché oggi ancora, e tanto è così vivo in ogni ordine della civile comunanza tra noi e i nostri fratelli: e in tutto, oggi ancora, sussistono le due Italie, che una minoranza "lirica e tragica", non la decantata virtù di popolo, risuscitò dalle ceneri, imponendo a noi l'obbligo di ricostruirle e di rappaciarle?»[19]

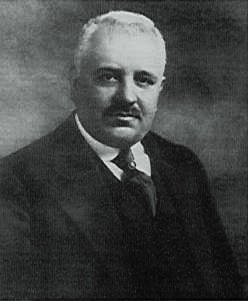
Francesco Saverio Nitti

- Francesco Saverio Nitti, economista, personaggio politico di primo piano (fu più volte ministro e presidente del consiglio tra il 1919 e 1920) e autore di opere di economia e finanza a livello internazionale, rifiutò l'approccio di una povertà secolare del Sud, come intendeva Fortunato, osservando come esistesse un minimo divario tra il Settentrione e Meridione prima dell'unità nazionale.[20] Nitti sostenne che il Regno delle Due Sicilie, benché il più retrivo della penisola,[21] non era in una condizione esageratamente stagnante poiché vi era «uno stato di grossolana prosperità, che rendeva la vita del popolo meno tormentosa di ora»[22] e la finanza borbonica, anche se di stampo paternalista, era da lui considerata «onesta».[23] Dopo l'estinzione dello Stato di appartenenza (1860), il Sud sarebbe entrato in crisi per aver dato all'Italia, in termini di risorse umane e materiali, molto più del Nord ed aver ricevuto molto meno. Il Meridione, inoltre, aveva «...visto seguire in politica, in dogana, in finanza, in amministrazione, l'indirizzo più opposto ai suoi interessi...»[24]. Di diverso segno fu invece il giudizio dello statista sulla inadeguatezza culturale del Mezzogiorno preunitario e sulla bassa morale pubblica della sua popolazione (ma non privata, soprattutto familiare, considerata da Nitti ben più elevata): «L'Italia meridionale, unitasi incondizionatamente, era a un livello intellettuale molto più basso della Toscana e di tutte le regioni dell'Italia settentrionale. A causa di un dominio secolare si notava allora, si nota tutt'oggi, un grande contrasto fra la morale pubblica e la morale privata....la prima era, e chi può negare che spesso sia, molto scadente»[25]. Secondo Nitti, la responsabilità della difficile crescita del sud, non era dovuta solo alle politiche che privilegiarono il nord ma al meridione stesso, poiché «fatte alcune nobili eccezioni, la rappresentanza del Mezzogiorno vale assai poco»[26] e «i meridionali hanno spesso qualità dissociali o antisociali: poco spirito di unione e di solidarietà, tendenza a ingrandire le cose o addirittura a celarle, per amore di falsa grandezza; per poco spirito di verità.»;[27] poiché «la questione meridionale è una questione economica, ma è anche una questione di educazione e di morale.».[28] Tuttavia dopo il 1860 il Meridione, sotto alcuni aspetti, era progredito, infatti «...le province si sono aperte alla civiltà, la coscienza generale si è elevata, il popolo soprattutto è più libero e ha sentito la possibilità di una vita migliore.»[29]. Sotto il profilo economico, il nodo centrale da sciogliere per assicurare al Sud un adeguato sviluppo era, per Nitti, quello dell'industrializzazione, che avrebbe dovuto partire da Napoli per poi espandersi in tutto il Mezzogiorno. L'economista lucano riuscì a conferire a tale problema un interesse nazionale e a far approvare dal Governo Giolitti una legge speciale per Napoli, che egli stesso contribuì a redigere in massima parte (1904).

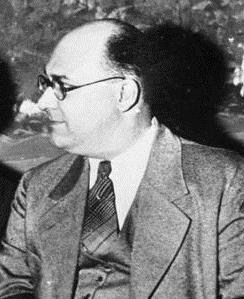
Gaetano Salvemini

- Gaetano Salvemini, storico, politico e docente di fama internazionale (insegnò anche all'Università di Harvard), ebbe modo, grazie anche alla lunga traiettoria umana e professionale, di entrare in rapporti con molti fra i più influenti esponenti del meridionalismo fra gli anni novanta dell'Ottocento fino al secondo dopoguerra: da Fortunato a Sturzo, da Villari a Rossi Doria, passando per Nitti, Labriola, Gramsci, Di Vittorio ed altri. Di orientamento socialista, fu influenzato dal positivismo e aperto al liberalismo democratico. Fu ammiratore di Mazzini e ancor più di Cattaneo, da cui desunse alcune delle dottrine federaliste che animarono la sua attività intellettuale e politica a favore delle classi lavoratrici e in particolare di quelle del Mezzogiorno, che sempre strenuamente difese, non lesinando aspre critiche al suo stesso partito per il disinteresse spesso mostrato nei loro confronti. Per Salvemini il riscatto sociale ed economico delle masse rurali meridionali doveva necessariamente passare per una trasformazione, in senso federale, dello Stato italiano. Il centralismo aveva infatti causato danni enormi all'Italia e in particolare al Mezzogiorno, con la sua politica estera dissennata e l'adozione di un sistema tributario selvaggio, che opprimeva «tutte quelle classi che non prendono parte al mercimonio fra potere esecutivo e maggioranze parlamentari». Per Salvemini lo stato borghese e centralistico, fondato sull'alleanza fra il capitalismo settentrionale, sfruttatore il Mezzogiorno, e la grande proprietà terriera meridionale, frenava l'ascesa sociale ed economica delle classi lavoratrici dell'intera nazione. Tuttavia mentre gli operai del Nord avevano un partito che ne difendeva gli interessi (il Partito Socialista Italiano), le popolazioni del Sud, che in massima parte traevano dalla terra il proprio sostentamento ed erano scarsamente alfabetizzate e politicizzate, si trovavano in balia dei latifondisti locali. Costoro avevano nella piccola borghesia meridionale una preziosa alleata, che, per interesse, li appoggiava e ne garantiva il predominio attraverso i perversi meccanismi del suffragio ristretto, che escludeva, in pratica, dal voto, le classi più povere (e ciò spiega la lunga battaglia sostenuta da Salvemini per il suffragio universale che avrebbe finalmente assicurato a queste ultime una presenza politica). La piccola borghesia del Sud, oziosa e volgare, suscitava in Salvemini un genuino disprezzo,[30] soprattutto se paragonata alla sobrietà, laboriosità e dignità dei contadini meridionali. Ancora nel 1952 Salvemini segnalava le gravi responsabilità che tale classe aveva avuto, e continuava ad avere, nel mancato sviluppo del Mezzogiorno, ma «...di questa responsabilità i borghesi meridionali amano rimanere ignoranti. Trovano comodo prendersela con i settentrionali. Ebbene, quella responsabilità noi meridionali dobbiamo metterla in luce, sempre. Bisogna impedire che i meridionali dimentichino se stessi per non far altro che sbraitare contro i settentrionali.»[31]. In sintesi, solo l'adozione del federalismo da parte dello Stato centralizzato e la diffusione delle idee socialiste e democratiche (con tutte le conquiste politiche, sociali ed economiche ad esso legate) avrebbero potuto, secondo lo storico e politico pugliese, risolvere la questione meridionale e garantire all'Italia uno sviluppo organico di tutte le sue parti. Centro propulsore della lotta nazionale per il trionfo della democrazia sulle forze conservatrici, doveva essere, per Salvemini, la città di Milano[32]

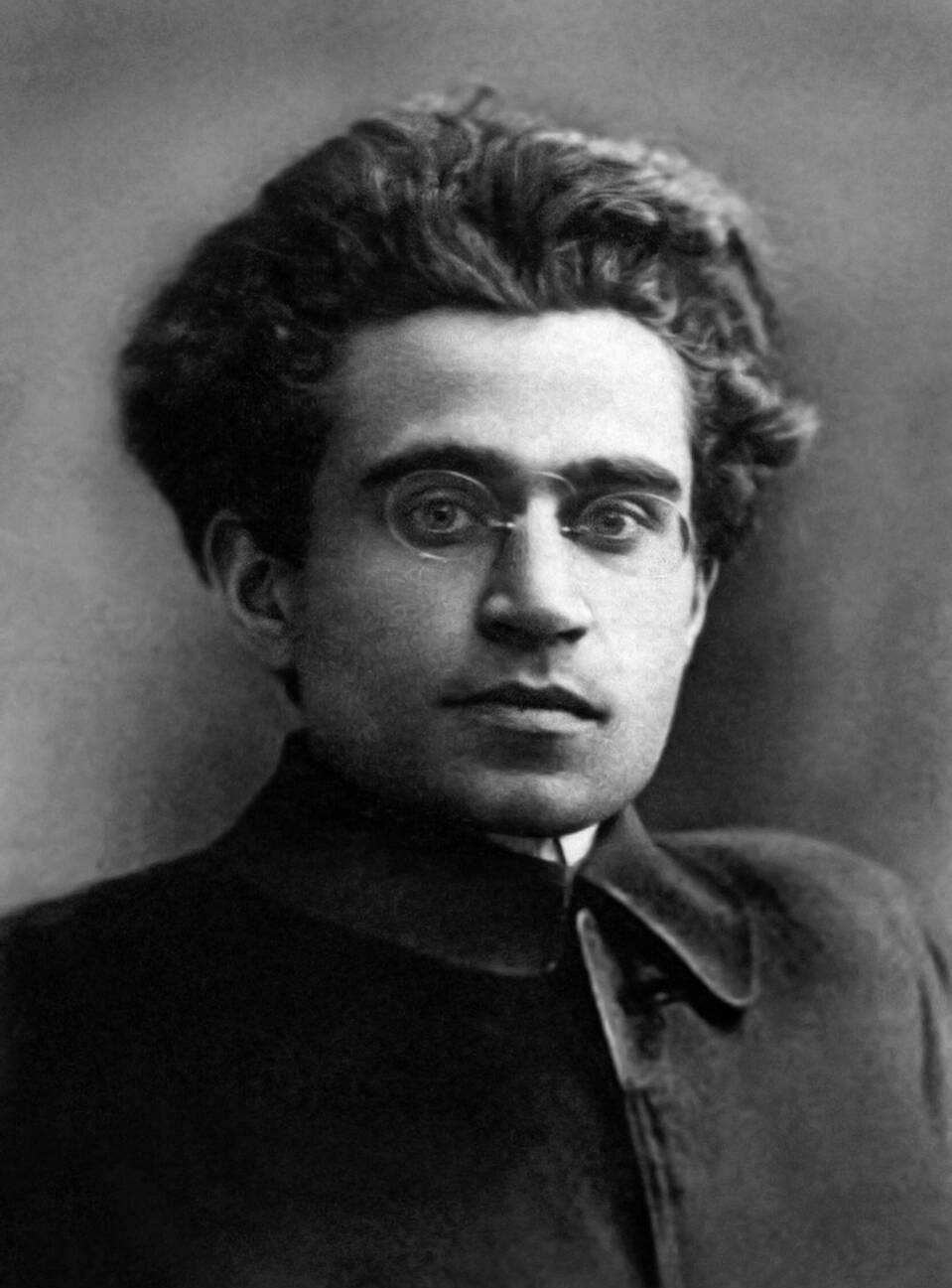
Antonio Gramsci

- Antonio Gramsci, scrittore e uomo politico sardo, fu tra le menti più alte del marxismo italiano ed europeo fra le due guerre mondiali. Per Gramsci il problema del Meridione era insolubile all'interno del sistema politico che si era imposto in Italia fin dall'indomani dell'Unità e che si sarebbe perpetrato nel fascismo, braccio armato della reazione borghese nel primo dopoguerra. Tale sistema, che fondava la propria forza nell'alleanza fra il capitalismo industriale e la grande proprietà terriera, come aveva già messo in luce Gaetano Salvemini, impoveriva le classi lavoratrici della nazione e frenava lo sviluppo del Meridione. «...L'accordo industriale-agrario...», scriveva Gramsci (e Togliatti) nel 1926 «...si basa su una solidarietà di interessi tra alcuni gruppi privilegiati a scapito degli interessi generali della produzione e della maggioranza di chi lavora...I risultati di questa politica sono infatti il deficit del bilancio economico, l'arresto dello sviluppo economico di intiere regioni (Mezzogiorno, Isole)...la miseria crescente della popolazione lavoratrice, l'esistenza di una continua corrente di emigrazione e il conseguente impoverimento demografico». In particolare, il "compromesso" raggiunto fra le classi egemoni del Paese «...dà alle popolazioni lavoratrici del Mezzogiorno una posizione analoga a quelle coloniali...i grandi proprietari di terre e la stessa borghesia meridionale si pongono invece nelle categorie che nelle colonie si alleano alla metropoli per mantenere soggetta la massa del popolo che lavora.»[33]. Per Gramsci sarebbe stato impossibile il riscatto del Mezzogiorno italiano senza la maturazione dei ceti urbani meridionali e la loro trasformazione in classe dirigente[34]. Il marxista Antonio Gramsci attribuiva il manifestarsi della Questione meridionale principalmente ai molti secoli di diversa storia dell'Italia meridionale, rispetto alla storia dell'Italia settentrionale, come il Gramsci stesso evidenzia nella sua opera “La questione meridionale - Il Mezzogiorno e la guerra 1, pag. 5), indicando l'esistenza, già nel 1860, di una profonda differenza socio-economica tra il Nord-centro e Sud della penisola italiana, evidenziando anche le gravi carenze delle precedenti amministrazioni spagnola e borbonica.[35]

L'invasione longobarda aveva spezzato definitivamente l'unità creata da Roma, e nel Settentrione i Comuni avevano dato un impulso speciale alla storia, mentre nel Mezzogiorno il regno degli Svevi, degli Angiò, di Spagna e dei Borboni ne avevano dato un altro.

Da una parte la tradizione di una certa autonomia aveva creato una borghesia audace e piena di iniziative, ed esisteva una organizzazione economica simile a quella degli altri Stati d'Europa, propizia allo svolgersi ulteriore del capitalismo e dell'industria.

Nell'altra le paterne amministrazioni di Spagna e dei Borboni nulla avevano creato: la borghesia non esisteva, l'agricoltura era primitiva e non bastava neppure a soddisfare il mercato locale; non strade, non porti, non utilizzazione delle poche acque che la regione, per la sua speciale conformazione geologica, possedeva.

L'unificazione pose in intimo contatto le due parti della penisola.»

### I contemporanei
- Rosario Villari (1925 - 2017). La sua analisi (vedi in particolare Il Sud nella storia d'Italia: antologia della Questione meridionale), muove, invece, da un periodo storico più remoto. Secondo lo storico calabrese, a partire da un certo punto nella storia si sarebbe originata una divergenza che avrebbe caratterizzato differenti modalità di evoluzione del Mezzogiorno rispetto alle aree più progredite d'Europa. Egli afferma che, sebbene nei suoi termini più ampi questa indagine storica abbia un rapporto mediato e marginale con la questione meridionale, sia possibile vedere nel movimento illuminista riformatore della metà del XVIII secolo una relazione più diretta con i suoi studi. «Allora cominciarono a porsi alla coscienza politica e civile i temi del rinnovamento del Mezzogiorno, allora cominciò a svilupparsi, dalle crisi e dalla disgregazione del regime feudale, quel complesso di rapporti che costituivano la base e la premessa del contributo merìdionale al compimento della rivoluzione nazionale e, insieme, il fondamento storico della questione meridionale»[10]. Tra il 1767 ed il 1773, infatti, su iniziativa del governo borbonico, venne attuato nelle Due Sicilie il primo tentativo di riforma e di colonizzazione del latifondo meridionale, attraverso la più consistente operazione di riforma agraria attuata in Italia nel corso del XVIII secolo. Tale operazione si concretizzò nella redistribuzione ai contadini delle proprietà terriere acquisite dallo stato in seguito alla soppressione dell'ordine religioso della Compagnia di Gesù[36]. In particolare, Rosario Villari apre la sua Antologia con un riferimento ad Antonio Genovesi ed al Problema della terra, «[...] non solo per la grande influenza ideale che egli esercitò su tutto il pensiero meridionale moderno e, in qualche misura, anche sul pensiero meridionalista, ma anche per la natura dei problemi che si posero nel tempo suo e che [...] sorgono dall'incontro tra la realtà economica e civile del Mezzogiorno, con i suoi fermenti e le sue obiettive esigenze, la coscienza moderna ed europea, illuministica, di cui Genovesi è nel Regno di Napoli, la prima e più alta espressione»[10].
- Giuseppe Galasso (1929 - 2018), storico e politico di alto profilo, pur denunciando ripetutamente le errate impostazioni della politica italiana nei confronti del Mezzogiorno, ha espresso in alcune sue pubblicazioni giudizi molto severi sulla situazione sociale ed economica del Meridione preunitario e sulla sua classe dirigente. Ferma è la sua condanna sulla rivalutazione acritica del Mezzogiorno borbonico operata da alcuni autori meridionalisti[37], sia che essa venga originata da nostalgie retrograde tese all'esaltazione del passato, sia che essa muova dalla ripresa, su nuove basi, della polemica contro lo Stato unitario. In riferimento al primo caso il Galasso afferma che: «Il livello assolutamente infimo di quasi tutta questa produzione e la sua complessiva estraneità al piano scientifico possono esimere, a questo riguardo, da ogni obbligo di citazione o di esemplificazione»[38]. Ancora, secondo lo storico napoletano, questi atteggiamenti non giovano alla comprensione della storia del Mezzogiorno e «queste direzioni vanno considerate come rami secchi della cultura meridionale e, come tali, recisi con fermezza».
- Nicola Zitara (1927 - 2010) ha descritto l'Unità d'Italia come un'operazione di colonialismo[39], prima militare (la legge Pica e la campagna militare contro il brigantaggio) e, successivamente, economico e commerciale.
- Edward C. Banfield  (1916 - 1999), sostiene che l'arretratezza del meridione sarebbe dovuta al cosiddetto familismo amorale, un tipo di società basata su una concezione estremizzata dei legami familiari, che va a danno della capacità di associarsi e dell'interesse collettivo, spiegata nel suo libro  The Moral Basis of a Backward Society del 1958 (trad. it.:  Le basi morali di una società arretrata, Ed. Simon & Shuster 1976).[40]
- Luciano Cafagna (1926 - 2012), acuto e brillante tra gli storici dell'economia, illustra con chiarezza alcune delle ragioni che portano a ritenere infondata la tesi di uno sviluppo economico dell'Italia settentrionale a spese dell'Italia meridionale.[41]

### Altri autori meridionalisti
Tra gli altri autori che si sono occupati delle problematiche del Mezzogiorno si possono annoverare:
- Raffaele Ciasca
- Ettore Ciccotti
- Napoleone Colajanni
- Francesco Compagna
- Carlo De Cardona
- Antonio De Viti De Marco
- Guido Dorso
- Tommaso Fiore
- Leopoldo Franchetti
- Rocco Mazzarone
- Francesco Perri
- Manlio Rossi-Doria
- Pasquale Saraceno
- Francesco Saverio Sipari
- Luigi Sturzo
- Carlo Alianello
- Gigi Di Fiore
- Pino Aprile
- Angelo Manna
- Marco Esposito
- Raffaele de Cesare
- Alfonso Scirocco
- Carlo Afan de Rivera
- Giovanni Carano Donvito
- Francesco Barbagallo
- Giuseppe Catozzella
- Roberto Saviano
- Pasquale Villari
- Sidney Sonnino
- Danilo Franco

## Soluzioni proposte
Le soluzioni ai problemi del Mezzogiorno furono molto varie, essendo tale indirizzo di studi composto da studiosi di diversa formazione e appartenenza politica. Tra questi Napoleone Colajanni, appartenente al positivismo e convinto democratico, fu un sostenitore del protezionismo dell'economia meridionale, unico mezzo che avrebbe permesso l'industrializzazione del territorio.
Antonio De Viti De Marco, economista liberista e deputato radicale, invece criticava l'intero processo di industrializzazione come soluzione per il divario economico meridionale e suggeriva, piuttosto, lo sviluppo agricolo.

## Istituti di ricerca
Esistono inoltre Istituti di ricerca specializzati che studiano specificamente l'economia del territorio meridionale contribuendo ad una sua migliore conoscenza e all'individuazione di politiche di intervento mirate al meglio, tra questi vi sono l'Associazione nazionale per gli interessi del Mezzogiorno d'Italia (A.N.I.M.I.) con sede a Roma, la Svimez con sede a Roma e l'Associazione Studi e Ricerche per il Mezzogiorno con sede a Napoli.